# Бутівська сільська рада (Городнянський район)
Бу́тівська сільська́ ра́да — адміністративно-територіальна одиниця та орган місцевого самоврядування в Городнянському районі Чернігівської області. Адміністративний центр — село Бутівка.

## Загальні відомості
Бутівська сільська рада утворена у 1953 році.
05.02.1965 Указом Президії Верховної Ради Української РСР передано сільради:  Бутівську та Конотопську Щорського району до складу Городнянського району.
- Територія ради: 39,6 км²
- Населення ради: 562 особи (станом на 2001 рік)

## Населені пункти
Сільській раді були підпорядковані населені пункти:
- с. Бутівка
- с. Здрягівка
- с. Радянське

## Склад ради
Рада складалася з 12 депутатів та голови.
- Голова ради: Холій Валентина Василівна
- Секретар ради: Терещенко Тетяна Дмитрівна

### Керівний склад попередніх скликань
| Прізвище, ім'я, по батькові    | Основні відомості                                                 | Дата обрання | Дата звільнення |
| ------------------------------ | ----------------------------------------------------------------- | ------------ | --------------- |
| Ємельяненко Олександр Павлович | Сільський голова, 1957 року народження, безпартійний              | 26.03.2006   | 31.10.2010      |
| Холій Валентина Василівна      | Сільський голова, 1966 року народження, освіта вища, позапартійна | 31.10.2010   |                 |

Примітка: таблиця складена за даними сайту Верховної Ради України

### Депутати
За результатами місцевих виборів 2010 року депутатами ради стали:

#### За суб'єктами висування
| Суб'єкт висування | Кількість обраних депутатів | %    |
| ----------------- | --------------------------- | ---- |
| Самовисування     | 7                           | 58,3 |
| Партія регіонів   | 4                           | 33,3 |
| Єдиний Центр      | 1                           | 8,3  |

#### За округами
| № округу        | Прізвище, ім'я, по батькові     | Дата визнання обраним | Освіта             | Партійна приналежність | Відомості про обраного депутата                       |
| --------------- | ------------------------------- | --------------------- | ------------------ | ---------------------- | ----------------------------------------------------- |
| Єдиний Центр    |                                 |                       |                    |                        |                                                       |
| 8               | Кравченко Микола Олександрович  | 02.11.2010            | середня            | позапартійний          | СТОВ «Нива», механізатор                              |
| Партія регіонів |                                 |                       |                    |                        |                                                       |
| 3               | Гончаренко Ірина Володимирівна  | 02.11.2010            | середня            | член Партії регіонів   | соціальний територіальний центр, соціальний працівник |
| 7               | Шабуня Євгеній Миколайович      | 02.11.2010            | середня            | позапартійний          | тимчасово не працює                                   |
| 9               | Шабуня Володимир Миколайович    | 02.11.2010            | середня            | позапартійний          | СТОВ «Нива», механізатор                              |
| 11              | Дмитренко Василь Леонідович     | 02.11.2010            | середня            | член Партії регіонів   | тимчасово не працює                                   |
| Самовисування   |                                 |                       |                    |                        |                                                       |
| 1               | Нагорний Віктор Андрійович      | 02.11.2010            | вища               | позапартійний          | пенсіонер                                             |
| 2               | Брезгун Тетяна Олександрівна    | 20.10.2013            | середня            | член Партії регіонів   | , відпустка по догляду за дититною                    |
| 4               | Матющенко Ніна Дмитрівна        | 02.11.2010            | середня спеціальна | позапартійна           | Городнянська ЦРЛ, молодша сестра                      |
| 5               | Сенчура Світлана Олексіївна     | 02.11.2010            | середня            | член Партії регіонів   | СТОВ «Нива», завскладом                               |
| 6               | Даниленко Алла Дмитрівна        | 02.11.2010            | вища               | член Партії регіонів   | Бутівська сільська бібліотека, бібліотекар            |
| 10              | Олексієнко Олександр Степанович | 02.11.2010            | середня            | позапартійний          | пенсіонер                                             |
| 12              | Артюшенко Іван Гнатович         | 02.11.2010            | середня            | позапартійний          | пенсіонер                                             |